# Ivica Olić
Ivica Olić (født 14. september 1979 i Davor, Jugoslavien) er en tidligere kroatisk fodboldspiller, der sidst i karrieren spillede som angriber hos den tyske Bundesliga-klub Hamburger SV. Han kom til klubben i vinteren 2015 fra ligarivalerne VfL Wolfsburg, hvor han havde spillet de foregående tre år. Inden da havde han spillet for FC Bayern Munchen og russiske CSKA Moskva. Han spillede desuden for flere klubber i sit hjemland, blandt andet storholdet Dinamo Zagreb.
Olić blev kroatisk mester to gange, først i 2002 med NK Zagreb, og året efter med Dinamo Zagreb. Efter skiftet til CSKA Moskva var han med til at føre klubben frem til tre russiske mesterskaber, to pokaltitler og UEFA Cuppen i 2005. I 2010 vandt han med Bayern München "The Double"; Bundesligaen og DFB-Pokalen.
Han indstillede karrieren i 2016.

## Landshold
Olić står noteret for hele 104 kampe og 20 scoringer for Kroatiens landshold, som han debuterede for i 2002. Han blev samme år udtaget til VM i Sydkorea og Japan, og var siden en vigtig brik på kroaternes hold til både EM i 2004, VM i 2006, EM i 2008, og VM i 2014.

## Titler
Kroatisk Mesterskab
- 2002 med NK Zagreb
- 2003 med Dinamo Zagreb

Russisk Mesterskab
- 2003, 2005 og 2006 med CSKA Moskva

Russisk Pokalturnering
- 2005 og 2006 med CSKA Moskva

UEFA Cup
- 2005 med CSKA Moskva

Bundesligaen
- 2010 med Bayern München

DFB-Pokal
- 2010 med Bayern München